# Raissa Feudjio
Raissa Feudjio (Yaoundé, 29 ottobre 1995) è una calciatrice camerunese, centrocampista del Granadilla Tenerife della nazionale camerunese.

## Carriera

### Club
Raissa Feudjio si appassiona al calcio fin da piccola, giocando per strada con gli amici maschi a Yaoundé, la capitale del Camerun dove è nata e cresciuta.
Giovanissima si tessera con il Lorema Yaoundé, squadra con la quale debutta nel 2008 giocando in Première Division, massimo livello del campionato camerunese femminile di calcio, per passare a stagione ultimata all'Avenir de Yaoundé, giocando in D2, e tornando al Lorema dal 2010 per restare fino al 2012.
Durante il calciomercato estivo 2012, anche grazie alla visibilità offertale dalle sue prestazioni nelle Olimpiadi di Londra, coglie la sua prima opportunità di disputare un campionato all'estero accordandosi con il Trabzon İdmanocağı, società polisportiva con sede a Trebisonda, in Turchia, per inserirla in rosa nella loro formazione di calcio femminile che disputa la Kadınlar 1. Ligi, livello di vertice nel loro campionato nazionale. Con le giallorosse rimane due stagioni, contribuendo a far guadagnare alla squadra il quarto posto in campionato nella prima ed il sesto nella seconda, congedandosi dal campionato turco nel 2014.
Il calciomercato invernale 2014 le offre una seconda occasione per giocare in un diverso campionato estero, approdando in Finlandia dopo aver sottoscritto un contratto con il neopromosso Merilappi United, società con sede a Kemi, per giocare in Naisten Liiga, primo livello del campionato finlandese di categoria. Con il Merilappi resta due stagioni, conquistando una difficile salvezza la prima, mentre nel 2015 non riesce né a evitare il girone di promozione/relegazione (Alaloppusarja) né di collocarsi all'ultimo posto del minitorneo con la conseguente retrocessione in Naisten Ykkönen.
Durante il calciomercato invernale 2015 trova un accordo con l'Åland United con il quale ha nuovamente la possibilità di giocare in Naisten Liiga.

### Nazionale

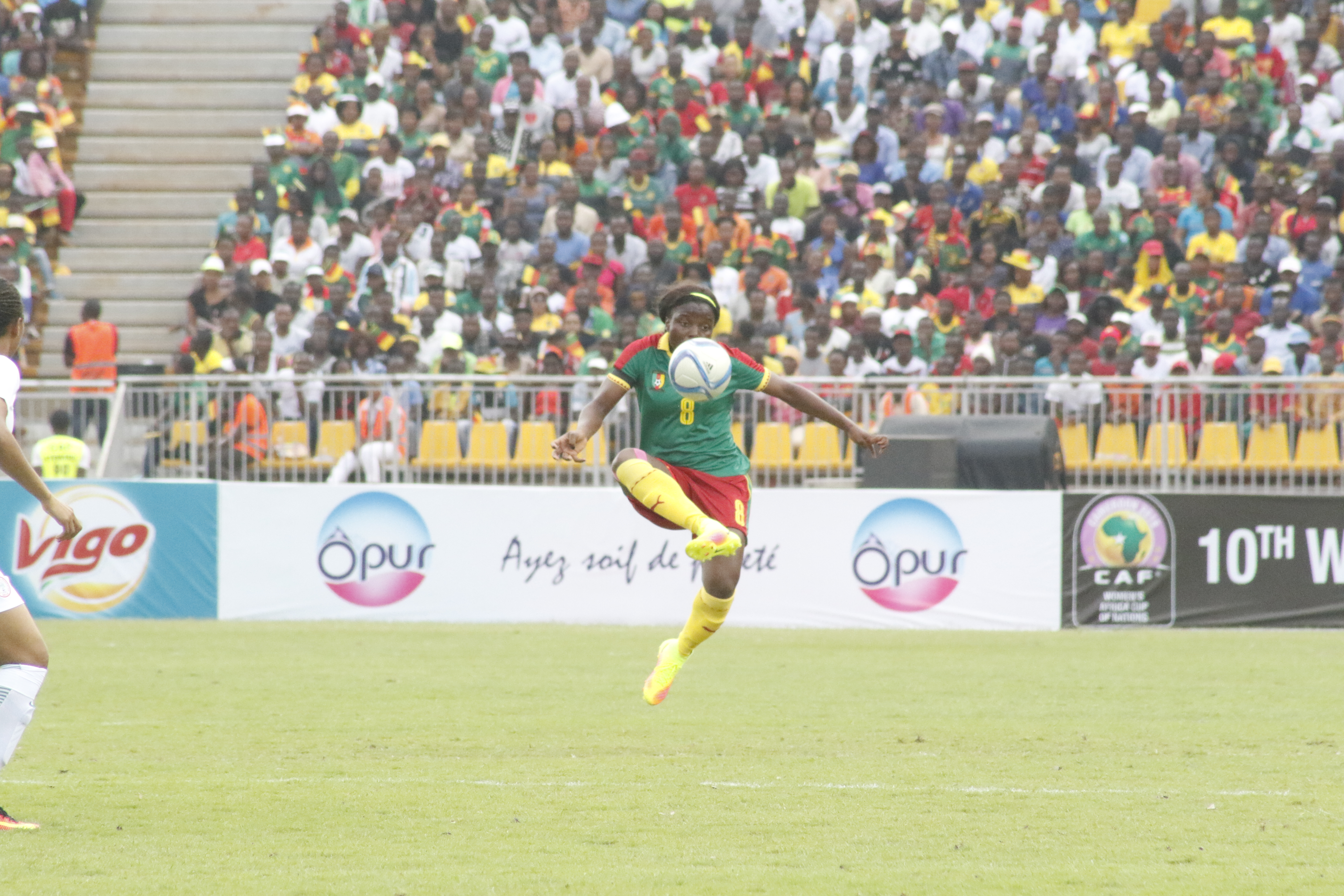
Raissa Feudjio con la maglia della nazionale camerunese.

Raissa Feudjio gioca nell'edizione 2012 della Coppa delle Nazioni Africane femminile, in cui la nazionale arriva al terzo posto, grazie alla vittoria per 1-0 sulla Nigeria nella finale per il terzo posto, e ottenendo la finale nel 2014 avvenuta grazie alla sconfitta per 2-0 contro la Nigeria garantirà a lei e alle sue compagne la storica qualificazione alla fase finale di un campionato mondiale femminile di calcio all'edizione di Canada 2015.
Successivamente viene convocata dalla Federazione calcistica del Camerun per rappresentare la nazione vestendo la maglia della nazionale femminile ai Giochi della XXX Olimpiade nel 2012. La squadra inserita nel Gruppo E non riesce comunque a superare la prima fase del Torneo.
Viene inserita nella rosa della Nazionale in partenza per il Campionato mondiale femminile di calcio 2015 che si gioca in Canada. In questa edizione dopo aver superato il girone eliminatorio con sei punti; frutto di due vittorie e una sconfitta, viene eliminata agli ottavi di finale dalla Nazionale di calcio femminile della Cina con il risultato di 1 a 0 a favore delle asiatiche.
Nel 2016 partecipa alla Coppa delle Nazioni Africane femminile in cui la sua nazionale era qualificata di diritto essendone l'organizzatrice. Il Camerun arriverà fino in finale dove però viene sconfitta dalla nazionale Nigeriana per 1 a 0.